# Kostas Birulis
Kostas Birulis (* 15. Februar 1925 in Panevėžys; † 27. Januar 2004 in Vilnius) war ein litauischer Radioingenieur und Politiker, Minister.

## Leben
1951 absolvierte er das Diplomstudium an der Technischen Universität in Kaunas und 1961 das Fernstudium am Institut für Fremdsprachen in Moskau. Von 1950 bis 1951 war er Oberradiotechniker in Sitkūnai, von 1951 bis 1953 in Klaipėda, von 1959 bis 1963 Unterabteilungsleiter im Ministerium für Kommunikationen, danach Experte. Von 1990 bis 1992 war er Minister für Kommunikationen Litauens. Von 1995 bis 1998 war er Berater von EUTELSAT.

## Bibliografie
- Laisvės kodas, 2001 m.